# Лукас, Джордж
Джордж Уо́лтон Лу́кас-младший (англ. George Walton Lucas, Jr.; род. 14 мая 1944, Модесто, Калифорния, США) — американский кинопродюсер, сценарист, режиссёр, монтажёр, оператор и предприниматель. Основатель киностудий American Zoetrope (совместно с Фрэнсисом Фордом Копполой), Lucasfilm и Pixar, компаний Industrial Light & Magic (визуальные и специальные эффекты), Skywalker Sound (звуковые эффекты) и THX (звуковые системы для кино). Наиболее известен как создатель фантастической саги «Звёздные войны» и серии приключенческих фильмов об Индиане Джонсе. Лукас является одним из самых богатых режиссёров мира c собственным капиталом в 5 миллиардов долларов (2015 год) и 4,6 млрд долларов (2016). Основную часть этой суммы режиссёр получил, продав свою компанию — Lucasfilm.

## Ранние годы
Джордж Лукас родился 14 мая 1944 года в Модесто (Калифорния) в семье владельца магазина канцелярских товаров Джорджа Уолтона Лукаса и Дороти Эллинор Лукас (в девичестве — Бомбергер).
Задолго до увлечения режиссурой Лукас хотел стать автогонщиком. Он провёл большую часть студенческих лет на подземном круге в торгово-выставочном центре и в гаражах. 12 июня 1962 года, когда он был за рулём своего форсированного Autobianchi Bianchina, другой водитель протаранил его, в результате чего чуть не погиб.
После этого инцидента Лукас потерял интерес к карьере гонщика, однако ранняя страсть к автомобилям и автоспорту в конечном итоге послужила для его студенческого фильма «1:42.08».
В студенческие годы Лукас посещал начальный колледж Модесто (англ. Modesto Junior College), где среди прочих предметов изучал антропологию, социологию и литературу.

## Фильмы до «Звёздных войн»

### Ранние короткометражки
В студенческие годы и некоторое время после окончания учёбы Лукас снимал свои первые короткометражные фильмы — преимущественно в жанрах «визуальная поэма» и документалистика. Всего вышло 10 таких фильмов. Первой лентой в его фильмографии стало тестовое задание в рамках обучения на курсе анимации выполненное им в 1965 году, когда он был студентом кинематографического факультета Университета Южной Калифорнии. Короткометражный фильм «Взгляд на жизнь», представляет собой монтаж вырезанных им фотографий из журналов. Фильм прославил Лукаса на факультете и завоевал множество призов на студенческих кинофестивалях. Наиболее известной работой того периода стала 15-минутная лента «Электронный лабиринт: THX 1138 4EB», которая имела успех на фестивале студенческих фильмов. Впоследствии Лукас выбрал этот фильм как основу для своей первой полнометражной картины «THX 1138».

### THX 1138
В 1970 году Лукас снял свой первый полнометражный фильм под названием «THX 1138». Вселенная фильма была основана на короткометражном фильме Лукаса 1967 года «Электронный лабиринт: THX 1138 4EB». Фильм стал фантастической драмой-антиутопией о жизни в XXV веке гражданина под именем THX 1138 (роль исполняет Роберт Дюваль). Фильм создавался под покровительством и при продюсерском участии Фрэнсиса Форда Копполы. Фильм не имел коммерческого успеха, собрав в прокате 2,4 миллиона долларов, и получил смешанные оценки критиков. Однако после успеха фильма «Звёздные войны» в 1977 году «THX 1138» вновь привлёк внимание кинокритиков и удостоился лестных отзывов. На волне выпуска фильма в 1971 году Лукас срежиссировал восьмиминутную короткометражку, повествующую о создании фильма «Балд: Создание „THX 1138“».

### Американские граффити
После коммерческого провала не принятого публикой «THX 1138», Коппола убедил Лукаса снять лёгкий фильм, нацеленный на коммерческий успех и который бы был понятен широкому зрителю. В результате, Лукас совместно с Уиллардом Хайком и Глорией Кац написал сценарий полуавтобиографического фильма-комедии «Американские граффити», повествующего о последней ночи нескольких подростков перед началом их взрослой жизни. Особенностью картины является то, что она как бы распадается на несколько сюжетных линий, которые иногда пересекаются между собой. Главные роли в фильме исполнили Ричард Дрейфус, Рон Ховард, Чарлз Мартин Смит и Пол Ле Мэт. Также, во второплановой роли засветился ещё никому тогда неизвестный Харрисон Форд, будущая звезда последующих фильмов Лукаса. Картину вновь спродюсировал Фрэнсис Форд Коппола. Фильм имел оглушительный критический и коммерческий успех (при бюджете менее миллиона долларов собрал 115). Он был номинирован на 5 Оскаров и получил 2 «Золотых глобуса». Впоследствии Лукас вместе с одним из главных актёров фильма — Роном Ховардом — снял фильм «Уиллоу», в котором Ховард выступил в качестве режиссёра, а Лукас — продюсера и сценариста.

## «Звёздные войны»
После выхода «Американских граффити». Джордж Лукас приступил к реализации давно задуманной космооперы.
Джордж Лукас давно задумывал снять героическую космическую фантазию в стиле фантастических комиксов, киносериалов и палп-романов, выходивших в 40-50хх. Основное влияние на «Звёздные войны» оказали космические оперы вроде сериала «Флэш Гордон» и франшизы о Баке Роджерсе, а также их прародитель — литературная серия Эдгара Берроуза «Джон Картер на Марсе». Сюжетно Оригинальная трилогия «Звёздных войн» восходит к самурайским фильмам Акиры Куросавы (большей частью «Трём негодяям в скрытой крепости»).
Ещё в мае 1971 года в Каннах Лукас подписал со студией «United Artists» контракт на съёмку фильма «Звёздные войны», а 1 августа того же года название «The Star Wars» было зарегистрировано Американской ассоциации кинокомпаний.
В 1973 году Джордж начал писать сценарий. Первоначальные черновики сильно отличались от конечного фильма.
Написание сценария тяжело давалось Лукасу по причине того, что он всегда был склонен больше к визуальному, образному кино.
Ещё незаконченный фильм Лукас показал небольшой группе друзей. Позднее он вспоминал: «Стивен Спилберг пришёл в полный восторг, а Брайан Де Пальма сказал: „Это дикость какая-то. Где кровь? И что означает вся эта ерунда про Силу?“. Но Брайан вообще очень саркастичный парень. Однако он оказался единственным, кто сел и действительно поработал вместе со мной над моментами, которые показались ему неубедительными».
Первый фильм, изначально вышедший под названием просто «Звёздные войны» имел огромный кассовый успех, что фактически спасло компанию 20th Century Fox от угрожавшего ей тогда банкротства. В 1981 году фильм был переименован в «Звёздные войны. Эпизод IV: Новая надежда».
С самого начала отличительной чертой франшизы «Звёздные войны» стало массовое производство сопутствующих товаров, таких как пластмассовые фигурки персонажей, технических средств из фильмов и других игрушек, футболок с символикой фильма и т. д. Успешные маркетинговые ходы Джорджа Лукаса позволяли поддерживать у публики высокий уровень интереса к «Звёздным войнам» в перерывах между выходами фильмов.
Съёмки фильма подорвали здоровье Лукаса, поэтому он решил для двух следующих фильмов Саги нанять других режиссёров, оставшись в кресле сценариста и продюсера.
Лукас говорил: «Я контролирую все продажи и оборот, использующие мой бренд, не потому, что я хочу заграбастать все деньги, а именно потому, что я хочу это контролировать по всем направлениям: качества, безопасности, социальной политики. Я не хочу, чтобы кто-то использовал бренд „Звёздные войны“, выпуская какое-то дерьмо!»

## Сиквелы «Звёздных войн» и трилогия про Индиану Джонса
После выхода первых «Звёздных войн» Лукас много работал в качестве сценариста и продюсера на сиквелах и спин-оффах по своей космической саге.
Параллельно с первыми «Звёздным войнами» в 1973 году Лукас написал сценарий «Приключения Индианы Смита». Как и в случае с четвёртым эпизодом «Звёздных Войн», он видел в этом основу для того, чтобы снять современную версию классических приключенческих сериалов 1930-х—1940-х. Вместе с Филлипом Кауфманом они разработали концепцию и персонажей, а также приняли решение строить сюжет вокруг поисков Ковчега завета. Изначально именно Кауфман планировался режиссёром фильма. Однако проект был приостановлен из-за занятости Кауфмана в стороннем проекте, а Лукас занялся своей космической оперой, положив наработанный материал по Индиане на полку.
В конце мая 1977 года, отдыхая на Гавайях, Лукас встретился со своим другом Стивеном Спилбергом. В одном из разговоров Спилберг намекнул, что всегда мечтал снять фильм о Джеймсе Бонде. Тогда Лукас рассказал своему другу, что у него на уме есть персонаж поинтереснее, чем Джеймс Бонд и продемонстрировал наработки «Искателей утраченного ковчега». Спилберг был впечатлён, назвав это «фильмом о Джеймсе Бонде, без шпионских приспособлений», он же настоял на том, чтобы фамилию персонажа заменили на «Джонс». Друзья связались с начинающим сценаристом Лоренсом Кэзданом, во время встреч с которым и написали сценарий первого фильма. На главную роль выбрали Харрисона Форда, который на тот момент уже играл роль Хана Соло в космической саге Лукаса.
В ноябре 1977 года Лукас начал писать второй фильм «Звёздных войн». Для написания сиквела он привлёк профессиональную писательницу Ли Брэкетт. Брэккетт написала первый черновик сценария, который был готов к началу 1978 года, однако писательница вскоре скончалась. Работа Брэкетт не удовлетворила Лукаса, поэтому весной он принялся писать сценарий сам. Именно в этот период Лукас объединил персонажей Дарта Вейдера и Энакина Скайуокера в одну личность, а также начал пока ещё смутно разрабатывать приквелы, а второй фильм стал называться «Звёздные войны. Эпизод V: Империя наносит ответный удар». После нескольких черновиков за своим авторством Лукас передал свой сценарий для доработки всё тому же Кэздану, который отшлифовал минималистичные диалоги Джорджа.
Режиссуру Лукас доверил своему бывшему преподавателю Ирвину Кершнеру. Фильм имел коммерческий успех, но был плохо принят критикой на момент своего выхода. Лишь со временем мнение критиков изменилось на диаметрально противоположное, и фильм стал считаться едва ли не лучшим в Саге.
Через год после выхода «Империи» вышел и первый фильм про Индиану Джонса. В отличие от вторых Войн, на момент выхода он имел признание критики и несомненный успех у зрителей.
Лукас написал сценарий VI эпизода в соавторстве с Кэзданом и при режиссуре Ричарда Маркуанда. Лукас имел очень большую роль в съёмках фильма и может считаться вторым режиссёром. Фильм имел закономерно большие кассовые сборы.
Второй и третий фильмы про Индиану Джонса также были успешны, чего, однако, не скажешь про большинство проектов Лукаса вне своих двух франшиз.
Среди прочих фильмов, написанных или спродюсированных Лукасом, до возвращения в режиссуру, есть такие как Мисима: Жизнь в четырёх главах, Уиллоу, Лабиринт, Такер: Человек и его мечта, Тень воина, анимационная Земля до начала времён, дилогия телефильмов про эвоков, сериал Хроники молодого Индианы Джонса, а также самый большой провал в карьере Лукаса Говард-утка и некоторые другие фильмы.

## Приквелы «Звёздных войн»
В 1994 году Лукас начал писать сценарий Эпизода I. Фильм вышел в прокат в 1999 году и получил смешанные отзывы в прокате. Впоследствии Лукас выпустил два следующих фильма.

## Личная жизнь
В 1969 году Джордж Лукас женился на монтажёре Марсии Луи Гриффин, которая позже выиграла премию «Оскар» за лучший монтаж в фильме «Звёздные войны». В 1981 году Марсия и Джордж удочерили девочку Аманду. После развода в 1983 году девочка осталась с отцом. Впоследствии, уже будучи отцом-одиночкой, Лукас удочерил ещё одну девочку Кэти и усыновил мальчика Джетта. Все трое детей появлялись в приквел-трилогии «Звёздных войн» (эпизоды с I по III), также как и сам Джордж. Кроме того, Кэти также написала сценарии к некоторым сериям мультсериала «Звёздные войны: Войны клонов». В 80-х гг. Лукас состоял в отношениях с американской певицей Линдой Ронстадт. В начале 2013 года Лукас объявил о помолвке с Меллоди Хобсон, главой совета директоров компании DreamWorks Animation и президентом инвестиционной компании Ariel. Лукас был знаком с Меллоди с 2006 года. Она сопровождала его на ряде церемоний, в том числе на 79-й церемонии награждения премией «Оскар» в феврале 2007 года. В июне 2013 года пара официально вступила в брак. 9 августа 2013 года у пары родилась дочь, которую назвали Эверест.
Джордж Лукас родился и рос в жёсткой методистской семье, что было отражено в «Звёздных войнах». Сам Лукас однажды заявил, что он придерживается «буддистско-методистской» религии. В настоящее время он проживает в округе Мерин в Калифорнии.

## Фильмография
| Год  | Фильм                                                    |
| ---- | -------------------------------------------------------- |
| 1971 | THX 1138                                                 |
| 1973 | Американские граффити                                    |
| 1977 | Звёздные войны: Эпизод IV - Новая надежда                |
| 1980 | Звёздные войны: Эпизод V - Империя наносит ответный удар |
| 1983 | Звёздные войны: Эпизод VI - Возвращение джедая           |
| 1999 | Звёздные войны: Эпизод I - Скрытая угроза                |
| 2002 | Звёздные войны. Эпизод II: Атака клонов                  |
| 2005 | Звёздные войны. Эпизод III: Месть ситхов                 |

## Награды и номинации
В мае 2024 года, Лукасу была вручена почётная «Золотая пальмовая ветвь» Каннского кинофестиваля.

## Другие проекты

### Chronicles of the Shadow War
В 1990-х Лукас совместно с писателем Крисом Клэрмонтом выпустил трилогию фэнтези-книг «Chronicles of the Shadow War», продолживших события фильма «Уиллоу»:
- Shadow Moon (1995)
- Shadow Dawn (1996)
- Shadow Star (1999)

### Star Wars: The Force Unleashed
Джордж Лукас участвовал в создании игры «Star Wars: The Force Unleashed» (с англ. — «Звёздные войны: необузданная Сила»), вышедшей в 2008 году. Лукас изначально был консультантом по вселенной, и одобрил создание игры после просмотра минутного видеоролика, показывающего игровой процесс, подготовленного дизайнерами в 2004 году. После второго просмотра он заявил разработчикам: «идите, делайте эту игру». По просьбе Лукаса в игре были изменены некоторые сюжетные повороты и варианты развития.
После выхода игры на приставках, художниками и сценаристами были написаны одноимённый роман (автором которого выступил Шон Уильямс) и графическая новелла. Оба произведения представляли сюжет игры с разных точек зрения.

### Анимационная студия
В 1979 году Джордж Лукас после успеха «Звёздных войн» основал анимационную студию «The Graphics Group», которая в то время была компьютерным подразделением Lucasfilm. В 1986 году Лукас продал её Стиву Джобсу, а студия получила название «Pixar».